# Madame de Parabère
Marie-Madeleine Coatquer de La Vieuville de Kermorial, par son mariage marquise de Parabère, née le 6 octobre 1693 et morte le 13 août 1755, est la favorite de Philippe d'Orléans, régent du royaume de France au début du règne de l'enfant-roi Louis XV.

## Biographie

### Naissance et mariage
Marie-Madeleine est la fille de René-François de La Vieuville et Marie-Louise de La Chaussée d'Eu (1673-1715). Son père était chevalier d'honneur de la reine de France Marie-Thérèse d'Autriche, et gouverneur du Poitou. Sa mère, d'origine picarde, était dame d'atour de Mademoiselle, duchesse de Berry, fille du duc d'Orléans, futur régent. 
À dix-huit ans, le 8 juin 1711, elle est mariée à César-Alexandre de Baudéan, marquis de Parabère. Celui-ci, né en 1682, est donc de onze ans son aîné. Neveu à la mode de Bretagne de la duchesse de Navailles, il est brigadier des armées du roi, mais ne s'est pas distingué sur le plan militaire, et ne dispose d'aucune charge à la cour de France.
Durant leur court mariage, ils ont trois enfants (deux garçons et une fille). La marquise ne tarde cependant pas à aller se consoler du manque d'amour de son époux dans les bras d'autres hommes, notamment lord Bolingbroke, qui lui accorda beaucoup d'attentions.
Elle fut la propriétaire de l'hôtel de Ségur, sur l'actuelle place Vendôme.

### Veuvage et vie à la Cour
Sa mère tenait à éviter que sa fille ne tombât dans la galanterie, à l'image de la première femme de son père, Anne-Lucie de La Mothe-Houdancourt, qui fut une petite maîtresse du roi Louis XIV. Elle empêcha ainsi plusieurs fois que le duc d'Orléans ne l'approche. Cependant, après sa mort le 10 ou 11 septembre 1715 d'un cancer du sein,, Marie-Madeleine se fit rapidement connaître pour sa vie amoureuse à la cour. 
Quand le marquis de Parabère mourut le 13 février 1716, sa veuve fut encore plus libre de sa vie, et continua d'inspirer les chansonniers. La même année, elle devint la maîtresse officielle du duc d'Orléans, désormais régent du royaume, ce qui ne l'empêcha pas d'avoir plusieurs aventures de courte durée, avec le chevalier de Matignon (dont elle brouilla le couple d'après Maurepas), avec le marquis de Beringhen ou encore avec le duc de Richelieu.
Elle eut, selon la duchesse douairière d'Orléans, deux ou trois enfants du régent. Comme ce dernier entendait que sa favorite se trouve près de lui, il la fit loger au château d'Asnières, où se déroulaient quelques beuveries qui, à en croire son médecin Claude Deshaies-Gendron (1663-1750), ont hâté la mort de l'amant.
En 1720, elle doit faire face à une intrigue montée par Marie-Thérèse Blonel de Phalaris, qui souhaite la remplacer comme maîtresse en titre du régent. Celle-ci réussit du 1er au 5 décembre 1720, mais Madame de Parabère redevint un temps la favorite du régent.

### Brouille avec le régent et fin de vie
Le 13 décembre 1720, elle se brouille avec le régent, celui-ci ayant couché avec deux filles de l'opéra de Paris : Madame de Parabère, après une orageuse dispute, quitte son amant autour du 10 janvier 1721. Bien que Madame de Phalaris devienne sa nouvelle maîtresse, le régent toujours amoureux rendra fréquemment visite à Marie-Madeleine dans son château.
Après quelques mois, Madame de Parabère se retire dans un institut religieux pour faire pénitence de son comportement passé ; la raison serait qu'un sermon religieux l'ait touchée et fait repenser à sa conduite, mais il se dit aussi que c'est en raison d'une grave maladie à laquelle elle survécut qu'elle se fit dévote.
Elle se retire définitivement du monde en 1739 et meurt à Paris le 13 août 1755, à l'âge de soixante-et-un ans.

## Personnalité

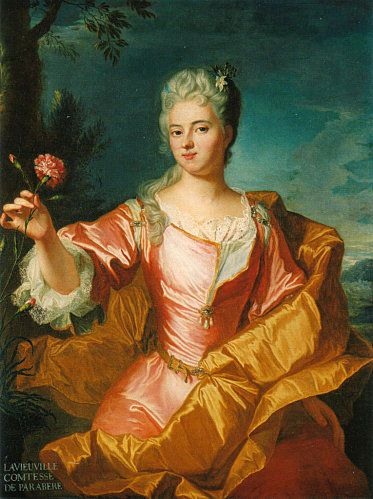
La Vieuville comtesse de Parabère, atelier de Hyacinthe Rigaud, 1711.

Élisabeth-Charlotte, duchesse douairière d'Orléans, mère du régent, dit d'elle dans une lettre : « Le petit corbeau noir n'est pas désagréable mais elle passe pour une sotte. Elle est capable de beaucoup manger et boire et de débiter des étourderies ; cela divertit mon fils et lui fait oublier tous ses travaux. ».
Jean-François Barrière (1786–1868), historien, la décrit comme « jeune, spirituelle et jolie » avec une « réserve qui le charma [le régent] probablement parce qu'elle le surprit […] ; elle était vive, légère, capricieuse, hautaine, emportée ». Il ajoute encore qu'elle n'avait aucune ambition, chose confirmée par Élisabeth-Charlotte dans une lettre du 15 août 1719 : « Mon fils dit qu'il s'était attaché à la Parabère, parce qu'elle ne songe à rien, si ce n'est de se divertir et qu'elle ne se mêle d'aucune affaire ».

## Iconographie
- Hyacinthe Rigaud, La Vieuville comtesse de Parabère, 1711.
- Jean-Baptiste Santerre, représentée en Minerve au château de Versailles, vers 1715-1716.
- Rosalba Carriera l'a peinte en pastel.